# Foued Kadir
Foued Kadir (arabisch فؤاد قادير, DMG Fuʾād Qādīr; * 5. Dezember 1983 in Martigues, Frankreich) ist ein französisch-algerischer Fußballspieler auf der Position eines Mittelfeldspielers.

## Karriere

### Vereinskarriere
Der in Frankreich geborene Mittelfeldspieler begann seine Karriere in der Nachwuchsmannschaft des französischen Klubs FC Martigues. 2004 unterschrieb Kadir seinen ersten Profivertrag beim französischen Drittligisten AS Cannes, wo er drei Spielzeiten aktiv war, 77 Spiele bestritt und dabei neun Tore erzielte. 2007 wechselte er in die zweite Liga zum SC Amiens, bevor er im Jahr 2009 beim FC Valenciennes aus der Ligue 1 unterschrieb.
Am 2. Januar 2013 wechselte er für einen Ablösebetrag von 500.000 Euro zu Olympique Marseille, wo er einen bis Juni 2016 datierten Vertrag unterschrieb. Olympique lieh in allerdings bereits nach kurzer Zeit aus, zunächst an Stade Rennes und 2014 an Betis Sevilla.
2015 wurde er dann fest von Betis Sevilla verpflichtet, jedoch ein Jahr später an den FC Getafe abgegeben. Die Saison 2017/18 verbrachte er bei AD Alcorcón und seit dem Sommer 2018 steht er beim französischen Viertligisten FC Martigues unter Vertrag.

### Nationalmannschaft
Für Algerien absolvierte er 2005 erstmals ein Trainingslager mit der U-23-Mannschaft in Frankreich, kam jedoch in der Folge zu keinem Einsatz. Im Mai 2010 wurde er in den Kader Algeriens für die Weltmeisterschaft in Südafrika berufen. Nachdem er im Freundschaftsspiel gegen Irland am 28. Mai 2010 sein erstes Länderspiel absolvierte, bestritt er alle drei Vorrundenbegegnungen bei der Weltmeisterschaft.
Am 9. Oktober 2011 machte Kadir sein erstes Tor für Algerien, als er zum 2:0-Endstand gegen Zentralafrika traf.